# Нікола Котков
Нікола Котков (болг. Никола Котков; 9 грудня 1938, Софія — 30 червня 1971, Софія) — болгарський футболіст, що грав на позиції нападника. Футболіст року в Болгарії (1964). Заслужений майстер спорту Болгарії (1967). Почесний громадянин Софії.
Виступав за клуби «Локомотив» (Софія) та «Левскі», а також національну збірну Болгарії, з якою був учасником чемпіонату світу 1966 року.

## Клубна кар'єра

### Ранні роки
Народився 9 грудня 1938 року в місті Софія у районі Драз поруч із Локомотивним депо. Його батько працював слюсарем на залізниці. У шкільні роки грав у школі «Локомотива» (Софія). Згодом він успішно закінчив залізничний інститут ім. Г. Бенковського у столиці.

### «Локомотив» (Софія)
Дорослу футбольну кар'єру розпочав 1956 року в основній команді того ж клубу, в якій провів дванадцять сезонів, взявши участь у 274 матчах чемпіонату і став однією з найбільших легенд клубу. Більшість часу, проведеного у складі софійського «Локомотива», був основним гравцем атакувальної ланки команди і одним з головних бомбардирів команди, маючи середню результативність на рівні 0,52 гола за гру першості, вигравши у сезоні 1963/64 чемпіонський титул, а до того у 1961 та 1964 роках вигравав з командою.
Дебютував у європейських турнірах 10 вересня 1964 року в матчі на національному стадіоні Василь Левський проти шведського «Мальме» у Кубку європейських чемпіонів, забивши 5 голів, а «Локомотив» переміг з рахунком 8:3. Всього зіграв у турнірі 4 матчі, в яких забив 7 голів — ще два голи забив у наступному турі проти угорського «Вашаша».
У 1967/68 роках Котков забив 28 голів в групі А, встановивши таким чином клубний рекорд «Локомотива» для найрезультативнішого гравця чемпіонату, однак у загальнонаціональному списку бомбардирів залишився на другому місці після Петара Жекова з «Берое». Загалом Котков провів 276 матчів за «залізничників» в еліті, в яких забив 142 голи.

### ЖСК «Славія»
Після об'єднання «Локомотива» (Софія) зі «Славією» у січні 1969 року Котков увійшов до складу новоствореної команди ЖСК «Славія», за яку до кінця сезону 1968/69 він провів 12 матчів і забив 2 голи в групі А.

### «Левскі»
Влітку 1969 року Котков перейшов до «Левскі». Багато джерел стверджують, що було дві причини переходу. З одного боку він не погоджувався з об'єднанням між «Локомотивом» і «Славією», а з іншого боку, у нього було велике бажання грати поруч із Георгієм Аспаруховим, з яким він був великими друзями за життя. У сезоні 1969/70 вони виграли з командою «золотий дубль», а Котков провів 25 матчів у чемпіонаті та забив 14 голів.
Загалом за два роки в команді Котков провів 47 ігор з 25 голами за «Левскі» — 36 ігор з 18 голами в «А» групі, 4 гри з 4 голами у Кубку та 7 ігор з 3 голами в європейських турнірах. Останній матч за команду провів проти ЦСКА 28 червня 1971 року, а титул володаря Кубка, який клуб здобув менш ніж за два місяці, Котков отримав вже посмертно.

## Виступи за збірні
У складі юнацької збірної Болгарії (U-18) Котков став переможцем домашнього юнацького чемпіонату Європи 1959 року. Пізніше виступав у молодіжній збірній, за яку взяв участь у 7 іграх, відзначившись 5 забитими голами. У 1962—1968 роках захищав кольори другої збірної Болгарії. У складі цієї команди провів 10 матчів, забив 8 голів.
30 вересня 1962 року дебютував в офіційних матчах у складі національної збірної Болгарії в товариській грі проти Польщі (1:2). У складі збірної був учасником чемпіонату світу 1966 року в Англії, зігравши лише в одному матчі проти Угорщини (1:3). Загалом протягом кар'єри у національній команді, яка тривала 9 років, провів у її формі 26 матчів, забивши 12 голів.

## Смерть
Котков загинув 30 червня 1971 року разом із своїм другом та партнером по «Левскі» і збірній Георгієм Аспаруховим в автокатастрофі на перевалі Вітіня у Балканських горах на шляху до Враци. Автомобіль «Alfa Romeo», за кермом якого був Аспарухов, рухаючись на великій швидкості по головній дорозі, врізався у вантажівку, що виїхала з другорядної дороги на перехрестя.
Близько 150 000 людей взяли участь у похоронах двох гравців і збіглись в часі, повністю затьмаривши похорон загиблих радянських космонавтів Георгія Добровольского, Владислава Волкова та Віктора Пацаєва, пропагований владою. Масові похорони Аспарухова та Коткова викликали занепокоєння в уряді та призвели до відставки міністра внутрішніх справ Ангела Солакова, який був неформальним куратором «Левскі» та 13 липня став основним організатором похорону загиблих в автокатастрофі болгарських футболістів.

## Титули і досягнення

### Командні
- Чемпіон Болгарії (2):

«Локомотив» (Софія): 1963/64: «Левскі»: 1969/70
- Володар Кубка Болгарії (2):

«Левскі»: 1969/70, 1970/71
- Чемпіон Європи (U-18): 1959

### Особисті
- Футболіст року в Болгарії: 1964